# Baron Waqa
Baron Divavesi Waqa (Boe, Nauru, 31 de diciembre de 1959) es un político, compositor y cantante nauruano.
En el gobierno de su país fue Ministro de Educación.  Desde el día 11 de junio de 2013  hasta el día 27 de agosto de 2019 fungio como el 30.º Presidente de la República de Nauru, sucediendo en la presidencia del país a Sprent Jared Dabwido.

## Biografía
Nacido en el distrito de Boe en el año 1959.
Desde el inicio de su infancia mostró una gran afición y vocación a la música y empezó como músico y cantante.
Años más tarde se trasladó a Fiyi donde se licenció en magisterio por la Universidad del Pacífico Sur en el Campus de Laucala de la ciudad de Suva. Posteriormente viajó hacia Australia para estudiar en la Universidad de Monash de Clayton (Victoria), donde obtuvo en el año 1993 una maestría en administración y en políticas de educación.
También Baron Waqa, actualmente es el secretario general de la Iglesia Congregacional en Nauru.

### Carrera política
Comenzó su carrera política en el año 2003, cuando se presentó como parlamentario por la circunscripción electoral de Boe a las elecciones generales al Parlamento, celebradas en el mes de mayo de 2003, donde logró conseguir su escaño y pasó a ser parte del gobierno tras su nombramiento el día 29 de mayo del mismo año como Ministro de Educación bajo la presidencia de Ludwig Scotty.
El día 23 de abril del año 2004, Baron Waqa junto a los políticos nauruanos Kieren Keke, David Adeang y Fabian Ribauw, participaron en las protestas celebradas en el Aeropuerto Internacional de Nauru situado en el distrito de Yaren, cuyas reivindicaciones eran el descontento respecto a la política del gobierno contra los afganos solicitantes del derecho de asilo en Australia y sus islas, manifestándose también contra el estancamiento en el parlamento nacional. Tras todo esto Waqa y sus compañeros se enfrentaron a catorce años de prisión por sus participaciones en las protestas, obligándole a dejar su cargo como ministro, pero finalmente fueron puestos en libertad y sin cargos, lo que hizo que Waqa el día 22 de junio de 2004 volviera a ocupar su cargo de Ministro de Educación, hasta que en el año 2007 hubo una crisis ministerial, que en consecuencia de ello tuvo que dimitir de su cargo como ministro el 17 de diciembre del mismo año y también no pudo formar parte de la administración del posterior presidente Marcus Stephen.
Tras su salida del gobierno de Nauru, Waqa siguió su carrera política como político independiente, presentándose así a las elecciones parlamentarias del año 2013, celebradas en el mes de junio, en las que consiguió derrotar al presidente Sprent Jared Dabwido y al líder de la oposición Roland Kun, convirtiéndose en el 30.º Presidente de Nauru siendo investido como nuevo presidente del país el día 11 de junio del mismo año

### Música
Baron Waqa, empezó en el mundo de la música desde su infancia, siendo músico, compositor y cantante, del cual ha estado trabajando íntegramente en ello convirtiéndose en un personaje famoso, pero desde que entró en la política tras su falta de tiempo debido a su gran trabajo y su apretada agenda ha utilizado la música como un pasatiempo durante sus ratos libres.
Sus obras musicales, son escuchadas por todo el país, pero no son conocidas internacionalmente.
Todos los años su música suena en los conciertos que se celebran en el Aiue Boulevard de Nauru, donde suele realizar diversas actuaciones.